# Edmodo
Edmodo, někdy také stylizované s malým písmem na začátku edmodo, je sociální síť určená pro komunikaci učitelů, žáků a rodičů.

## Základní práce
Uživatelské prostředí svým vzhledem připomíná Facebook, a proto i když se služba nabízí jen v angličtině, žáci se v prostředí velmi snadno orientují.
Prostřednictvím Edmoda mohou učitelé svým žákům zapisovat známky, zadávat a opravovat úkoly a vytvářet jednoduché on-line testy a hlasování. Žáci mohou přes síť své úkoly odevzdávat, kontrolovat známky a komunikovat prostřednictvím „vzkazů“ se svými učiteli. Učitelé vytváří virtuální třídy, v jazyce Edmoda Groups (skupiny), nad kterými mají plnou kontrolu (vidí veškerou komunikaci ve skupině, kontrolují zadávání/odevzdávání úkolů). V případě potřeby mohou svým „členům“ změnit/znovu nastavit přístupová hesla do služby. V rámci skupiny mohou učitelé ze členů tvořit podskupiny, např. menší pracovní týmy pro jednotlivé projekty. Na konci školního roku/semestru učitel uzavře práci skupiny. Pro svou potřebu ji může archivovat, případně ji celou smaže. Na začátku školního roku potom vytvoří skupiny/třídy nové.